# Мехнат (футбольный клуб, Ташкент)
«Мехнат» — советский футбольный клуб из Ташкента. В зональном турнире класса «Б» первенства СССР 1960 года занял 9 место.
Чемпион Узбекской ССР (1959), обладатель Кубка Узбекской ССР (1958).